# ربع مرو

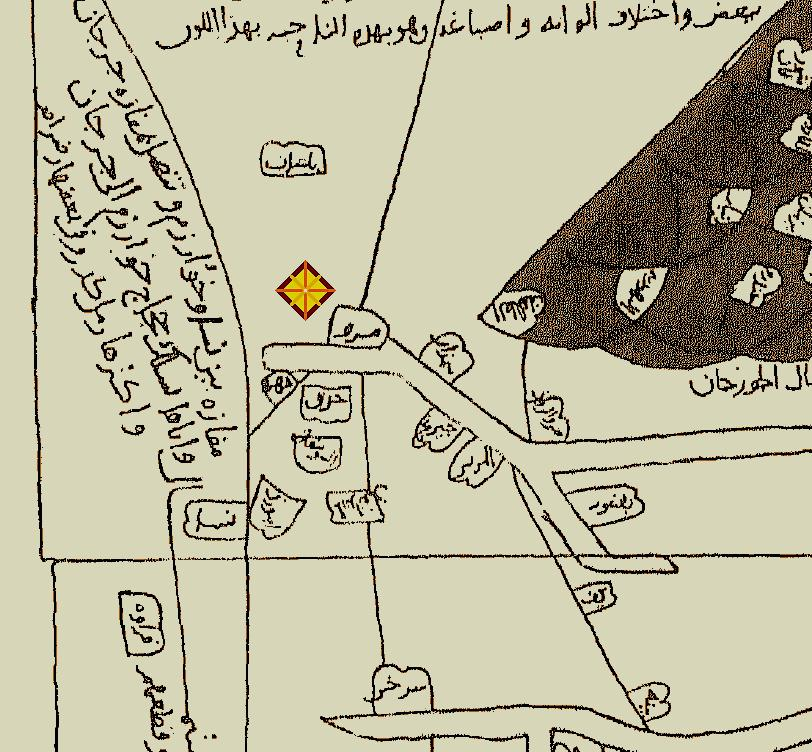
بریده‌ای از نقشهٔ خراسان کتاب صورة الارض ابن حوقل؛ نوشته شده در قرن چهارم هجری)؛ در این نگاره که نقاط مهم بخش شمالی خراسان (ربع مرو) را نشان می‌دهد: شهر مرو در حدود میانه نگاره مشخص شده؛ نواحی مروالرود و جوزجان در سمت راست نگاره (شرق)؛ و نواحی نسا، ابیورد و سرخس را در دست پایین نگاره (جنوب) دیده می‌شود.

رَبعِ مَرو؛ بخش شمالی خراسان؛ یکی از چهار بخش خراسان؛ که با تطبیق بر جغرافیای امروز، بخش شرقی کشور ترکمنستان و حدی از مناطق پیرامونی آن، از جمله بخش جنوبی ازبکستان را در بر می‌گیرد. کرسی و مرکز این ناحیه، شهر مرو بوده است.

## نام‌شناخت
اوستا، کهن‌ترین نوشتاری است که از مرو در میان شانزده ناحیه از ایران و به نام مورو (Muru) یا مورگو یاد کرده است. در وندیداد آمده است: مورگو یکی از کشورهای آریا است که اهورامزدا بیافرید. این نام در نوشتار اوستایی کتیبه بیستون دوران هخامنشی به صورت مرگوا (یا مرگوش) آمده که یکی از یکی از استان‌های آبادان و برجستهٔ سرزرمین هخامنشیان بوده است. برخی مرگوئی‌ها را تیره‌ای از اقوام آریایی دانسته‌اند که در بخشی از فلات ایران، سکنی گزدیدند. نام مرو در زبان یونایان، مرگیانا است که بخشی از ساتراپ پارت و گاهی نیز سرزمینی جداگانه به‌شمار می‌رفته است. می‌توان گمان داشت که واژه مرگیانا (Margina) به سرزمینی که آن را رود مرغاب یا مرگوش سیراب می‌کرده و مرگوش یا مرگوشی نیز نام‌های یونانی رودهای یادشده هستند که بر این ناحیه نیز گفته می‌شدند. همچنین، کتاب‌های تاریخ از بازسازی شهری به دست اسکندر خبر می‌دهند که وی نام آن را اکساندریا مارگیانا یا الکساندریا مارژیانا (= مروِ اسکندر) گذاشت. همچنین در یکی از متون چینی مربوط به سال‌های ۲۲ تا ۴۲ پس از میلاد، از یکی از نواحی مرزی چین به نام آن-سی برده شده که به مو-لو می‌رسیده است و این مولو همان است که در وندیداد، مورو یاد شده و ساتراپی آن، سرزمین‌های حوزهٔ رود مرغاب را در بر می‌گرفته است.

## ناحیهٔ مرو

### ربع مرو

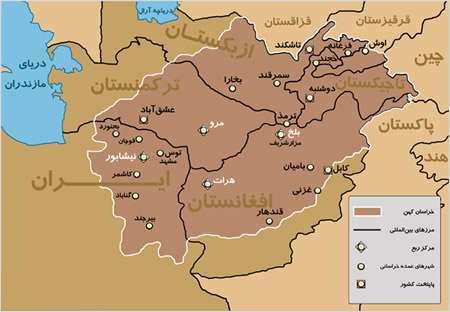
نقشه خراسان بزرگ، با تطبیق بر نقشه جغرافیای سیاسی معاصر. مرکز ربع‌های خراسان (نیشابور، هرات، مرو و بلخ) در این نقشه، مشخص شده‌اند.

ناحیهٔ مرو، بر پایهٔ نوشتهٔ دفتر وندیداد نسک کهن اوستا، در شمار شانزده ناحیهٔ بویژه در شمال شرقی و شرق ایران است. این ناحیه همچنین، یکی از استان‌ها و نواحی شناخته‌شده در قلمرو هخامنشیان، سلوکیان، اشکانیان و ساسانیان بوده است. در دورهٔ ساسانیان؛ خراسان، یکی از چهار استان مهم کشور به‌شمار می‌آمد؛ این استان، به چهار بخش تقسیم می‌شد و این بخش‌ها عبارت بودند از: مرو، نیشابور، هرات و بلخ. در اوایل دورهٔ اسلامی و در دورهٔ امویان، در زمان امارت زیاد بن ابیه، وی با الگوگیری از روش ساسانیان در ادارهٔ خراسان، آن منطقه را به چهار بخش، تقسیم نمود؛ مرو، نیشابور، فاراب و هرات، و هر منطقه را به یکی از سردارانش سپرد. احمد بلاذری (قرن۲و۳ قمری)، خراسان را دربرگیرندهٔ چهار ربع (بخش) دانسته و می‌گوید: خراسان، چهار ربع دارد. ربع اول، ایرانشهر است و آن دربرگیرندهٔ نیشابور و قهستان و هرات و توس است. ربع دوم، دربرگیرندهٔ مروان (دو مرو) و سرخس و نسا و ابیورد و طالقان و خوارزم است. ربع سوم، دربرگیرندهٔ جوزجانان و بلخ و صغانیان است و ربع چهارم، دربرگیرندهٔ ماوراءالنهر است. ابن فقیه (قرن ۳ هـ. ق) نیز به نقل از بلاذری، خراسان را در چهار ربع (= بخش) یاد کرده و ربع دوم را در برگیرندهٔ مرو شاهجهان، سرخس، نسا، باورد، مروالرود، طالقان، خوارزم آمل -که در بالادست رود بلخ قرارد دارند - و بخارا دانسته است. محمد مقدسی (نوینده کتاب جغرافیایی احسن التقاسیم)؛ همراه با یادکرد ربع دوم خراسان (شامل: دو مرو (مرو شاهجان و مروالرود)، سرخس، نسا، ابیورد، طالقان و خوارزم) با اشاره به گفتار بلاذری، اما با استدلال توجه به نزدیکی نقاط یک منطقه (از دیدگاه جغرافیا، آداب و رسوم، زبان و فاصله)؛ مناطق خراسان را به هشت خوره و نه ناحیه دسته‌بندی نموده و مرو را یکی از خوره‌های نه‌گانه خراسان؛ ناحیه مروالرود را تابع این ناحیه؛ و نسا و ابیورد را از توابع خورهٔ نیشابور و سرخس را ناحیه‌ای مستقل دانسته است.

### توابع مرو
مقدسی (جغرافیدان قرن چهارم هجری) از منطقهٔ ربع مرو، به نام مرو شاهجان یاد کرده؛ شهر مرو را قصبه (شهر مرکزی) آن دانسته است و خرق، هرمز فرّه، باشا، سنجان، سوسقان، صهبه، کیرنک، سنگ عبادی و دندانقان را از شهرهای آن؛ و مروالرود (شامل شهرهای طالقان، قصر احنف، حسه و لوکر) را ناحیهٔ آن دانسته است. اصطخری (جغرافیدان)، از توابع مرو؛ کُشمَیهَن، هرمزفره، سوسقان، سنج، جِیرَنج، دندانقان، قَرینَین و باشان را نام برده که دارای منبر بوده است و در جایی دیگر از کوشک احنف، دِزَه (دره) و مرورود در ناحیه مرورود یاد کرده و در ادامه هرچند به نقاط یا مناطقی همچون طالقان، گوزگانان (جوزجان، که مرکز آن جهودستان یا یهودیه است)، شبورقان (که قصبه آن کُنددرم یا کندرم است) و انبار پرداخته است. در تقسیم‌بندی اصطخری، اشاره روشنی به تابعیت این مناطق نسبت به مرو دیده نمی‌شود و حتی پیش از این‌ها، نام مرورود و گوزگانان در میان کوره‌هایی (از دیدگاه اصطخری) جدا از ربع‌های اصلی خراسان یعنی نیشابور و هرات و مرو و بلخ، دیده می‌شود. گفتنی است که اصطخری، خوارزم را از توابع دیار ماوراءالنهر و خارج از حوزهٔ خراسان برشمرده است.

## پانوشت‌ها
1. ↑  علیرضا کشوردوست (سال سوم، پاییز ۱۳۹۱)، «خراسان بزرگ در فرایندهای زمان»، پژوهشنامه خراسان بزرگ، ش. ۸، ص. ص۶۹ تاریخ وارد شده در |تاریخ= را بررسی کنید (کمک)
2. ↑  جغرافیای تاریخی سرزمین‌های خلافت شرقی، ترجمهٔ ترجمه محمود عرفان، تهران: انتشارات علمی و فرهنگی، ۱۳۶۴، ص. ص۴۰۸
3. ↑  الهامه مفتاح (پاییز و زمستان ۱۳۷۱)، «جغرافیای تاریخی مرغاب، مرو و مروالرود»، مجله تحقیقات تاریخی، ش. شماره ۶–۷، ص. ص۹۱
4. ↑  سیدحسین رئیس‌السادات (تابستان ۱۳۶۵)، «شهرهای خراسان؛ مرو (۱)»، تحقیقات جغرافیایی، ش. شماره ۱، ص. ص۱۸۷–۱۸۹
5. ↑  الهامه مفتاح (پاییز و زمستان ۱۳۷۱)، «جغرافیای تاریخی مرغاب، مرو و مروالرود»، مجله تحقیقات تاریخی، ش. شماره ۶–۷، ص. ص۹۱
6. ↑  سیدحسین رئیس‌السادات (تابستان ۱۳۶۵)، «شهرهای خراسان؛ مرو (۱)»، تحقیقات جغرافیایی، ش. شماره ۱، ص. ص۱۸۸
7. ↑  سیدحسین رئیس‌السادات (تابستان ۱۳۶۵)، «شهرهای خراسان؛ مرو (۱)»، تحقیقات جغرافیایی، ش. شماره ۱، ص. ص۱۸۹–۱۹۸
8. ↑  سیدحسین رئیس‌السادات (پاییز ۱۳۶۵)، «شهرهای خراسان؛ مرو (۲)»، تحقیقات جغرافیایی، ش. شماره ۲، ص. ص۲۱۵–۲۲۲
9. ↑  دانیل آل آلتون (١٣٦٧)، تاریخ سیاسی و اجتماعی خراسان در آغاز حکومت عباسیان، ترجمهٔ مسعود رجب‌نیا، تهران: شرکت سهامی انتشار، ص. ص۱۲
10. ↑  ابی‌جعفر محمد بن جریر الطبری (١٩٨٣م)، تاریخ الامم و الملوک، بیروت: مؤسسه الاعلمی للمطبوعات، ص. ج۵، ص۲۲۴ تاریخ وارد شده در |سال= را بررسی کنید (کمک)
11. ↑  احسن‌التقاسیم فی معرفةالاقالیم، بیروت: دارصادر، ١٩٠٦م، ص. ص۳۱۳ تاریخ وارد شده در |سال= را بررسی کنید (کمک)
12. ↑  ابی‌عبدالله احمد بن محمد بن اسحاق الهمذانی (١٩٩٦م)، البلدان، بیروت: عالم الکتب، ص. ۶۱۵ تاریخ وارد شده در |سال= را بررسی کنید (کمک)
13. ↑  شمس‌الدین ابی عبدالله محمد مقدسی (١٩٠٦م)، احسن‌التقاسیم فی معرفة الاقالیم، بیروت: دارصادر، ص. ص۳۱۳، ۲۹۹، ۳۰۰، ۲۹۵ تاریخ وارد شده در |سال= را بررسی کنید (کمک)
14. ↑  شمس‌الدین ابی عبدالله محمد مقدسی (١٩٠٦م)، احسن‌التقاسیم فی معرفة الاقالیم، بیروت: دارصادر، ص. ص۲۹۹ تاریخ وارد شده در |سال= را بررسی کنید (کمک)
15. ↑  ابواسحق ابراهیم اصطخری (۱۳۴۰)، مسالک و ممالک، ترجمهٔ به اهتمام ایرج افشار، تهران: بنگاه ترجمه و نشر کتاب، ص. ص۲۰۹، ۲۱۳–۲۱۴، ۲۰۳، ۲۲۱

## فهرست منابع
- «احسن‌التقاسیم فی معرفةالاقالیم»، تألیف شمس‌الدین ابی عبدالله محمد مقدسی، بیروت: دارصادر، ۱۹۰۶م.
- «البلدان»، تألیف ابی‌عبدالله احمد بن محمد بن اسحاق الهمذانی (معروف به ابن فقیه)، تحقیق یوسف الهادی، بیروت: عالم‌الکتب، ۱۴۱۶ق=۱۹۹۶م.
- «تاریخ الامم و الملوک»، ابی‌جعفر محمد بن جریر الطبری، راجعه و صححه و ضبط نخبه من العلماء الاجلاء، بیروت: مؤسسه الاعلمی للمطبوعات، ۱۴۰۳ق. = ۱۹۸۳م.
- «تاریخ سیاسی و اجتماعی خراسان در آغاز حکومت عباسیان»، دانیل آل آلتون، ترجمه مسعود رجب‌نیا، تهران: شرکت انتشارات علمی و فرهنگی، ۱۳۶۷.
- «جغرافیای تاریخی سرزمین‌های خلافت شرقی»، جی لسترنج، ترجمه محمود عرفان، تهران: انتشارات علمی و فرهنگی، ۱۳۶۴.
- «جغرافیای تاریخی مرغاب، مرو و مروالرود»، الهامه مفتاح، مجله تحقیقات تاریخی، پاییز و زمستان ۱۳۷۱، شماره ۶–۷، ص۷۴–۱۳۵.
- «خراسان بزرگ در فرایندهای زمان»، علیرضا کشوردوست، پژوهشنامه خراسان بزرگ، پاییز ۱۳۹۱، سال سوم، ش ۸، ص۶۵–۷۸.
- «شهرهای خراسان؛ مرو (۱)»، سیدحسین رئیس‌السادات، تحقیقات جغرافیایی، تابستان ۱۳۶۵، شماره۱، ص ۱۸۷–۱۹۸.
- «شهرهای خراسان؛ مرو (۲)»، سیدحسین رئیس‌السادات، تحقیقات جغرافیایی، تابستان ۱۳۶۵، شماره۲، ص ۲۱۵–۲۲۷.
- «مسالک و ممالک»، ابواسحق ابراهیم اصطخری، به اهتمام ایرج افشار، تهران: بنگاه ترجمه و نشر کتاب، ۱۳۴۰.